# ブラッド・ゾーン
『ブラッド・ゾーン』（原題：The House That Dripped Blood）は、1971年制作のイギリスのホラー映画。
1軒の古びた屋敷を舞台に、4つの恐怖譚が展開されるオムニバス・ホラー映画である。『サイコ』の原作者であるロバート・ブロックが脚本を執筆している。
日本では劇場未公開で、ビデオタイトル及びテレビ放送タイトルは、『怪奇!血のしたたる家』。

## あらすじ

### プロローグ
スコットランドヤードのホロウェイ警部は、行方不明になった俳優の捜索で、彼が借りていた森の中の屋敷を斡旋した不動産屋から事情を聞く。
すると不動産屋は、俳優にあの屋敷の購入を思いとどまらせようとしたと話す。さらに、その屋敷ではこれまでにも購入した者たちの身に恐しい出来事が起きたとして、俳優を含む屋敷を購入した4組の身に起きた出来事を語り始める。

### 第1話："Method For Murder"
ホラー小説家のチャールズと妻のアリスが例の屋敷に引っ越してくる。チャールズは屋敷の雰囲気が気に入り、いい物語が書けそうだと喜ぶ。
チャールズはドミニクという名の絞殺魔が登場する小説の執筆に没頭するが、ある日そのドミニクが突然彼の目の前に実際に現れる。

### 第2話："Waxworks"
例の屋敷に孤独を愛する金持ちの中年男フィリップが引っ越してくる。
フィリップは時々退屈しのぎに町に出かけていた。ある日、蝋人形館に何気なく入ったフィリップは、サロメなる女性の蝋人形を見て驚く。それは、かつて自分が愛した女性とそっくりだったからだ。
フィリップは蝋人形のことを忘れようするが、友人のネヴィルに誘われ、再び蝋人形館に行く羽目に。すると、2人とも例のサロメ人形に魅了され、やがて惨劇が彼らを見舞う。

### 第3話："Sweets to the Sweet"
ジョンとジェーンの父娘が例の屋敷に引っ越してくる。だが、なぜかジョンはジェーンを学校に通わせず、アンという女性を家庭教師として雇う。
それだけでなく、ジョンはジェーンが他の子供たちと遊ぶのも許さず、アンが不憫に思って、ジェーンに買い与えた人形も、火の中に放り込んでしまう。一連のジョンの行動は、彼があるものを恐れていることに由来していた。

### 第4話："The Cloak"
映画俳優のポールがカーラという女優と共に例の屋敷に引っ越してくる。2人は現在製作中のホラー映画で共演しており、ポールは劇中で吸血鬼を演じていた。
だが、スター気取りのポールは衣装係が持ってきたマントが気に入らず、何気なく入った町の骨董屋で自分のイメージにぴったりのマントを見つけ、購入を即決した。しかし、それは着た者は皆吸血鬼になってしまうという、呪われたマントだった。 

### エピローグ
ホロウェイ警部は、不動産屋の話を信用せず、一人で例の屋敷に乗り込み、惨劇に巻き込まれる。

## キャスト
| 役名             | 俳優                     | 日本語吹替                     |
| 役名             | 俳優                     | 東京12ch版                     |
| ---------------- | ------------------------ | ------------------------------ |
| ホロウェイ警部   | ジョン・ベネット         | 嶋俊介                         |
| マーチン巡査部長 | ジョン・コルコルム       | 水鳥鉄夫                       |
| ストーカー       | ジョン・ブライアンズ     | 藤本譲                         |
| チャールズ       | デンホルム・エリオット   | 勝田久                         |
| アリス           | ジョアンナ・ダナム       | 浅井淑子                       |
| グレイソン       | ピーター・カッシング     | 八奈見乗児                     |
| ロジャー         | ジョス・アクランド       | 飯塚昭三                       |
| 蝋人形館主       | ウルフ・モリス           | 国坂伸                         |
| リード           | クリストファー・リー     | 寺島幹夫                       |
| アン             | ニリー・ドーン・ポーター | 荘司美代子                     |
| ジェーン         | クロエ・フランクス       | 冨永美子                       |
| ポール           | ジョン・パートウィー     | 北村弘一                       |
| カーラ           | イングリッド・ピット     | 原えおり                       |
|                  |                          |                                |
| 演出             | 演出                     | 高桑慎一郎                     |
| 翻訳             | 翻訳                     | 大野隆一                       |
| 効果             | 効果                     | PAG                            |
| 調整             | 調整                     | 栗林秀年                       |
| 制作             | 制作                     | コスモプロモーション           |
| 解説             |                          |                                |
| 初回放送         | 初回放送                 | 1977年7月14日 『木曜洋画劇場』 |

※デジタル・リマスター版DVDに日本語吹替収録(収録されているものは再放送時の短縮音源　正味70分)